# Kakumäe laht
Kakumäe laht är en vik i nordvästra Estland. Den ligger på gränsen mellan huvudstaden Tallinn och kommunen Harku i landskapet Harjumaa, 14 kilometer väster om Tallinns centrum. Den är den västligaste av Tallinnbuktens fyra inre vikar. Den avgränsas i väster av halvön Suurupi poolsaar och dess nordliga udde Ninamaa och i väster av udden Kakumäe poolsaar. Vid dess strand ligger byarna Ilmandu, Rannamõisa, Tabasalu och Tiskre.
Årsmedeltemperaturen i trakten är 4 °C. Den varmaste månaden är augusti, då medeltemperaturen är 17 °C, och den kallaste är januari, med −8 °C.